# 설한 (후한)
설한(薛漢, ? ~ 70년)은 후한 전기의 관료이자 유학자로, 자는 자공(子公) 또는 공자(公子)이며 회양군 사람이다.

## 생애
집안 대대로 《한시》를 전수하여, 아버지와 함께 장구(章句)로 명성이 있었다. 재이와 참위에 정통하여 수백 명을 가르쳤고, 건무 초기에 박사로 임용되고 조서를 받들어 도참을 교정하였다. 당대에 《시경》을 논하던 자들 중에서 최고로 꼽혔고, 영평 연간에 천승태수가 되어 치적을 쌓았으나, 초왕 유영의 모반에 연루되어 옥사하였다. 설한의 지인이나 제자들 중 아무도 시체를 거두는 이가 없었는데, 제자 염범이 홀로 염하였다.
제자들 중 두무·담대경백(澹臺敬伯)·한백고(韓伯高)가 가장 유명하였다.

## 출전
- 범엽, 《후한서》
  - 권31 곽두공장염왕소양가육열전
  - 권79하 유림전 下